# Ефременко, Борис Иванович
Борис Иванович Ефременко — советский хозяйственный и политический деятель.

## Биография
Родился в 1936 году в Грозном. Член КПСС.
В 1954—1991 гг. — чернорабочий специализированного управления № 7 «Росгазстроя», военнослужащий Советской армии, сварщик на заводе «Электроцинк», сварщик завода «Победит» имени 50-летия СССР Министерства цветной металлургии СССР в городе Орджоникидзе Северо-Осетинской АССР.
Указами Президиума Верховного Совета СССР от 10 марта 1976 года и 2 марта 1981 года награждён орденами Трудовой Славы 3-й и 2-й степени.
Указом Президиума Верховного Совета СССР от 29 марта 1986 года награждён орденом Трудовой Славы 1-й степени, став полным кавалером ордена Трудовой Славы.
Избирался депутатом Верховного Совета СССР 11-го созыва. Делегат XXVI съезда КПСС.
Умер в Волгограде в 2014 году.